# III. třída okresu Hradec Králové 2014/2015
V utkáních III. třídy okresu Hradec Králové 2014/2015, jedné ze skupin 9. nejvyšší fotbalové soutěže v Česku, se utkalo 14 týmů dvoukolovým systémem podzim – jaro. Tento ročník začal v srpnu 2014 a skončil v červnu 2015.
Postup do II. třídy okresu Hradec Králové 2015/2016 si zajistily první tři týmy TJ Sokol Červeněves, AFK Sokol Dobřenice a FK Vysoká nad Labem „B“. Sestoupil poslední tým FK Lužec nad Cidlinou. 

## Konečná tabulka III. třídy okresu Hradec Králové 2014/2015
| Poř. | Tým                                 | Z  | V  | R | P  | VG | OG | B   |
| ---- | ----------------------------------- | -- | -- | - | -- | -- | -- | --- |
| 1.   | TJ Sokol Červeněves                 | 26 | 19 | 2 | 5  | 67 | 40 | 59  |
| 2.   | AFK Sokol Dobřenice                 | 26 | 19 | 2 | 5  | 79 | 30 | 59  |
| 3.   | FK Vysoká nad Labem „B“             | 26 | 16 | 3 | 7  | 84 | 36 | 51  |
| 4.   | TJ Bystřice Boharyně                | 26 | 15 | 5 | 6  | 58 | 32 | 50  |
| 5.   | TJ Sokol Ohnišťany                  | 26 | 15 | 3 | 8  | 71 | 49 | 48  |
| 6.   | TJ Sokol Cerekvice nad Bystřicí (N) | 26 | 13 | 5 | 8  | 83 | 62 | 44  |
| 7.   | TJ Sokol Roudnice "B" (N)           | 26 | 11 | 2 | 13 | 63 | 65 | 35  |
| 8.   | TJ Spartak Kosičky "B" (N)          | 26 | 9  | 3 | 14 | 66 | 81 | 30  |
| 9.   | TJ Sokol Hořiněves                  | 26 | 8  | 5 | 13 | 30 | 55 | 29  |
| 10.  | TJ Sokol Malšova Lhota              | 26 | 7  | 7 | 12 | 51 | 61 | 28  |
| 11.  | SK Třebechovice pod Orebem „B“      | 26 | 7  | 5 | 14 | 49 | 69 | 26  |
| 12.  | TJ Sokol Nové Město nad Cidlinou    | 26 | 6  | 6 | 14 | 32 | 59 | 24  |
| 13.  | TJ Jiskra Prasek                    | 26 | 6  | 3 | 17 | 37 | 75 | 21  |
| 14.  | FK Lužec nad Cidlinou               | 26 | 4  | 3 | 19 | 24 | 80 | 150 |

Poznámky:
- Z = Odehrané zápasy; V = Vítězství; R = Remízy; P = Prohry; VG = Vstřelené góly; OG = Obdržené góly; B = Body; (S) = Mužstvo sestoupivší z vyšší soutěže; (N) = Mužstvo postoupivší z nižší soutěže (nováček)

|  | Postup do II. třídy okresu Hradec Králové 2015/2016 |
|  | Sestup do IV. třídy okresu Hradec Králové 2015/2016 |